# Joe LaBarbera
Joseph James LaBarbera (Mount Morris, 22 febbraio 1948) è un batterista e compositore statunitense di musica jazz. È conosciuto soprattutto per le registrazioni e le performance dal vivo effettuate con il trio di Bill Evans negli ultimi anni della carriera del pianista. Ha due fratelli maggiori entrambi musicisti, il sassofonista Pat LaBarbera e il trombettista John LaBarbera.

## Biografia
LaBarbera è cresciuto a Mount Morris, New York. Il suo primo insegnante di batteria è stato suo padre. Per due anni, alla fine degli anni '60, ha frequentato il Berklee College of Music, per poi andare in tournée con il cantante Frankie Randall. Dopo Berklee ha trascorso due anni con la US Army band a Fort Dix, New Jersey. Ha iniziato la sua carriera professionale suonando con Woody Herman e il Thundering Herd.
La sua fama è cresciuta negli anni '70 quando ha registrato e compiuto tournée con Chuck Mangione. Ha anche lavorato come sideman con Bob Brookmeyer, Jim Hall, Art Farmer, Art Pepper, John Scofield, Toots Thielemans, e Phil Woods. Dal 1979 è stato membro del trio di Bill Evans, con il quale ha registrato 16 album; in seguito ha collaborato intensivamente per gran parte degli anni ottanta e dei primi anni novanta con Tony Bennett. Ha militato anche in un quartetto con il fratello Pat e in un trio con Hein van de Geyn e John Abercrombie. Ha insegnato al California Institute of the Arts e al Bud Shank Jazz Workshop.

## Discografia

### Come leader
- 2001: The Joe La Barbera Quintet Live
- 2003: Mark Time
- 2003: Love Locked Out, con Patti Wicks e Keter Betts
- 2006: Native Land
- 2012: Silver Streams

### Come sideman
Con Tony Bennett
- 1986: The Art of Excellence
- 1987: Bennett/Berlin
- 1990: Astoria: Portrait of the Artist
- 1992: Perfectly Frank
- 2007: Sings the Ultimate American Songbook Vol. 1

Con Rosemary Clooney
- 1989: Sings Rodgers, Hart & Hammerstein
- 1992: Girl Singer
- 1997: Mothers & Daughters
- 2000: The Songbook Collection
- 2001: Sentimental Journey: The Girl Singer and Her New Big Band

Con Bill Cunliffe
- 1993: A Paul Simon Songbook
- 1995: Bill in Brazi
- 2001: Live at Bernie's
- 2002: Bill Cunliffe Sextet: Live at Rocco
- 2003: How My Heart Sings

Con Bill Evans
- 1979: Live at the Balboa Jazz Club, Vol. 1
- 1979: Live at the Balboa Jazz Club, Vol. 2
- 1979: Live at the Balboa Jazz Club, Vol. 3
- 1979: Live at the Balboa Jazz Club, Vol. 4
- 1979: Live at the Balboa Jazz Club, Vol. 5
- 1979: Live in Buenos Aires, 1979
- 1979: We Will Meet Again
- 1980: Letter to Evan
- 1980: Turn Out the Stars
- 1983: The Paris Concert: Edition 1
- 1983: The Paris Concert: Edition 2
- 1996: His Last Concert in Germany
- 1996: The Brilliant
- 1996: Turn Out the Stars: Final Village Vanguard Recordings
- 2000: The Last Waltz
- 2005: Live in Rome 1979

Con John LaBarbera
- 2003: On the Wild Side (Jazz Compass)
- 2005: Fantazm (Jazz Compass)
- 2013: Caravan (Jazz Compass)

Con Pat LaBarbera
- 1993 JMOG (Jazz Men on the Go)
- 2003 Deep in a Dream
- 2005 Crossing the Line

Con Chuck Mangione
- 1973: Land of Make Believe
- 1975: Bellavia
- 1975: Chase the Clouds Away

Con Bud Shank
- 1996: Plays the Music of Bill Evans
- 1999: After You Jeru
- 2000: Silver Storm
- 2002: On the Trail
- 2009: Fascinating Rhythms

Con Kim Richmond
- 1994: Range
- 1999: Look at the Time
- 2001: Ballads

Con Terry Trotter and Trotter Trio
- 1993: It's About Time
- 1995: A Funny Thing Happened on the Way to the Forum...In Jazz
- 1995: Company...In
- 1995: Stephen Sondheim's Sweeney Todd in Jazz
- 1996: The Michel Legrand Album
- 1997: Sketches on Star Wars
- 1998: Follies
- 2001: The Fantasticks in Jazz